# Джугдиль
Джугдиль (таб. Жугътӏил) — село в Табасаранском районе Дагестана (Россия). Входит в состав сельского поселения «Сельсовет Куркакский».

## География
Расположено в 4 км юго-восточнее районного центра c. Хучни. На юге граничит с с. Куркак.

## Население
| 1895 | 1926 | 1939 | 2002 | 2010 | 2021 |
| ---- | ---- | ---- | ---- | ---- | ---- |
| 271  | ↗325 | ↗361 | ↗951 | ↘916 | ↗954 |